# Eternal Sea

Eternal Sea était un film présenté dans le parc de Tokyo Disneyland de 1983 à 1987 au sein du Magic Eye Theater. Il avait pour but de rendre hommage à l'océan, une part importante de la culture japonaise. C'était l'une des rares attractions développées uniquement pour le parc japonais.

## L'attraction
- Ouverture : 15 avril 1983 (avec le parc)
- Fermeture : 16 septembre 1984[1]
- Situation : 35° 37′ 57″ N, 139° 52′ 45″ E
- type d'attraction : cinéma à 200°
- Attractions suivantes
  - Magic Journeys : 1984 à 1987
  - Captain Eo : 1987 à 1996
  - MicroAdventures depuis le 15 avril 1997